# Тапакуло каракаський
Тапакуло каракаський (Scytalopus caracae) — вид горобцеподібних птахів родини галітових (Rhinocryptidae).

## Поширення
Ендемік Венесуели. Поширений у Прибережних горах від Арагуа до Міранди і в західній частині Сукре. Мешкає у підліску гірських лісів та їх узліссях, переважно на висоті від 1200 до 2000 метрів над рівнем моря.

## Опис
Птах завдовжки 11,5 см і вагою приблизно 24 г. У дорослої особини темно-сіра верхня частина, коричневий круп, блідо-сіре горло і груди. Боки і криссум (ділянка навколо клоаки) коричневі з темною смугою.